# سيمون أشيكجيوزان
سيمون أشيكجيوزان (الأرمينية: Սիմոն Աչիկգյոզյան ،6 فبراير 1939 - 30 أبريل 1991) كان أحد أوائل القادة العسكريين الأرمينيين خلال حرب ناغورني كاراباخ. يعتبر بطلا في أرمينيا.

## النشأة والتعليم والمهنة
ولد أشيكجيوزان في مدينة غلاتي، المملكة الرومانية إلى هوفانس وسيرانيش من الإمبراطورية العثمانية، الناجين من الإبادة الجماعية للأرمن. في عام 1946، استقرت عائلته في أرمينيا السوفييتية. تخرج أشكيجيوزان من جامعة ولاية يريفان في عام 1960 باعتباره مهندس الجيولوجيا. من عام 1961 إلى عام 1990، عمل في معهد العلوم الجيولوجية التابع للأكاديمية الوطنية للعلوم في أرمينيا، وحصل على درجة الدكتوراه في الجيولوجيا في عام 1970. [1] وهو مؤلف لأكثر من 70 منشورا علميا عن الجيولوجيا والمعادن في أرمينيا. He is an author of over 70 scientific publications on geology and minerals of Armenia.

## ناجورنو كاراباخ الحرب
وطالبت حركة كاراباخ التي بدأت في شباط / فبراير 1988 بتوحيد منطقة أرمينيا - ناغورنو كاراباخ المتمتعة بالحكم الذاتي أوبلاست في أذربيجان السوفياتية مع أرمينيا. سرعان ما تصاعدت التوترات بين الأرمن والأذربيجانيين إلى نزاع مسلح يعرف باسم حرب ناغورني كاراباخ.
انضم أشيكجيوزان انفصال أربو التابعة ARF في عام 1989  وانتخب في مجلس مدينة يريفان في عام 1990. وبحلول أوائل عام 1991، ارتفعت حدة التوتر تدريجيا إلى درجة أصبح فيها الصراع المسلح حتميا. في أواخر أبريل 1991، قامت قوات الأمن السوفيتية والأذربيجانية المشتركة بتنفيذ عملية الخاتم. وشملت ترحيل آلاف المدنيين الأرمن من المنطقة. وقد نظمت جماعات متطوعة أرمنية بقيادة تاتول كربايان (التي قُدمت بعد وفاتها بلقب بطل أرمينيا الوطني) وسيمون أشيكجيوزان عمليات للدفاع عن النفس، غير أن القوات السوفيتية الأذربيجانية قمعت أعمالها. في 30 أبريل 1991، قُتل أكيكغيزيان، جنبا إلى جنب مع كريبيان في قرية مارتوناشين.